# Eulepidotis stigmastica
Eulepidotis stigmastica là một loài bướm đêm trong họ Erebidae.